# Triaenodes assimilis
Triaenodes assimilis är en nattsländeart som först beskrevs av Banks 1937.  Triaenodes assimilis ingår i släktet Triaenodes och familjen långhornssländor. Inga underarter finns listade i Catalogue of Life.